# 김홍희 (기획자)
김홍희(1948년 1월 17일~)는 대한민국의 미술사학자이자 미술 평론가, 학예사이다. 현재 서울시립미술관의 관장으로 재직하고 있으며, 비디오 아트와 여성주의 미술에 관심을 가지고 있다.
캐나다 콘코디아 대학교에서 미술사학 석사학위를, 대한민국 홍익대학교에서 미술사학 박사학위를 받았으며, 2000년부터 2011년까지 홍익대학교 부교수로 재직하였다. 1998년에 대한민국의 초기 대안 공간인 쌈지 스페이스를 설립하였고, 2006년까지 관장으로 재직하였으며, 2006년부터 2010년까지 경기도미술관 관장을 지냈다. 2012년에 서울시립미술관의 관장으로 임명되었으며, 2014년에 재임명되었다.

## 같이 보기
- 서울시립미술관